# Nicholas Hammond
Nicholas Hammond, född 15 maj 1950 i Washington, D.C., är en amerikansk-australisk skådespelare. Hammonds mest kända roll är den som Friedrich von Trapp i filmen Sound of Music, men han är även känd för rollen som Peter Parker/Spider-Man i The Amazing Spider-Man.

## Filmografi i urval
- 1963 – Flugornas herre
- 1965 – Sound of Music
- 1972 – Flygplan kapat
- 1973 – The Brady Bunch (TV-serie)
- 1973 – Familjen Walton (TV-serie)
- 1974-1977 - Hawaii Five-O
- 1976 – De fattiga och de rika (TV-serie)
- 1977 – The Amazing Spider-Man (TV-serie)
- 1980 – Kärlek ombord (TV-serie)
- 1982 – Maktkamp på Falcon Crest (TV-serie)
- 1995 – Spegel, Spegel (TV-serie)
- 2001 – Crocodile Dundee i Los Angeles
- 2015 – Gallipoli (miniserie)
- 2019 – Once Upon a Time in Hollywood